# Wapen van de Arabische Democratische Republiek Sahara

Wapen van de Arabische Democratische Republiek Sahara

Het wapen van de Arabische Democratische Republiek Sahara is een wapen dat is ingevoerd door de politieke partij Polisario, die strijdt tegen de Marokkaanse overheersing.

## Beschrijving
Centraal in het wapen staan twee geweren. Aan beide geweren is een vlag van de Arabische Democratische Republiek Sahara verbonden. Bovenaan is het islamitische symbool de wassende maan en ster afgebeeld. Aan beide zijkanten is een twijg van de olijvenboom weergegeven en ten slotte geheel onderaan een rode band met de Arabische tekst: حرية ديمقراطية وحدة (Vrijheid - Democratie - Eenheid).

## Symboliek
De geweren staan voor de strijd tegen Marokko, waarvan het land zich los probeert te maken. De olijftwijgen staan voor de vrede die na de strijd moet volgen. De Arabische tekst komt overeen met het motto van de politieke partij Polarisio. De wassende maan en ster staan voor de islam.
Algerije · Angola · Benin · Botswana · Burkina Faso · Burundi · Centraal-Afrikaanse Republiek · Comoren · Congo-Brazzaville · Congo-Kinshasa · Djibouti · Egypte · Equatoriaal-Guinea · Eritrea · Ethiopië · Gabon · Gambia · Ghana · Guinee · Guinee-Bissau · Ivoorkust · Kaapverdië · Kameroen · Kenia · Lesotho · Liberia · Libië · Madagaskar · Malawi · Mali · Marokko · Mauritanië · Mauritius · Mozambique · Namibië · Niger · Nigeria · Oeganda · Rwanda · Sao Tomé en Principe · Senegal · Seychellen · Sierra Leone · Soedan · Somalië · Swaziland · Tanzania · Togo · Tsjaad · Tunesië · Westelijke Sahara · Zambia · Zimbabwe · Zuid-Afrika · Zuid-Soedan
Afhankelijke gebieden:
Brits Territorium in de Indische Oceaan · Canarische Eilanden · Ceuta · Melilla · Madeira · Mayotte · Réunion · Sint-Helena · Tristan da Cunha